# جوجل تي في
جوجل تي في (بالإنجليزية: Google TV)‏ هو مشروع مقدم من غوغل بالاشتراك مع شركة سوني والتي تقوم بتصنيع التلفاز ومن انتل التي زودت التلفاز بمعالج من اجل تشغيل نظام غوغل أندرويد عليه.
حيث يقوم المشروع بنقل تجربة الإنترنت إلى التلفاز مع مميزات عديده جديده.
يمكن ان تحصل على تلفاز جوجل مدمجا مع تلفاز كامل أو انك ستحصل على الصندوق "Top Box" الي سيوفر لك كل المزايا على تلفازك الخاص، بالطبع هذا التلفاز يعتمد على الإنترنت بشكل كامل في عمله.
قوقل تي في
قوقل تي في نظام الاستقبال الرقمي وHDTVs بالاعتماد على نظام تشغيل الروبوت ودفلوبد من Google وإنتل وسوني وLogitech. أعلن Google وشركائها المشروع رسميا في 20 أيار/مايو 2010.

## مميزات
اعتبارا من اليوم، أن معظم شركات التلفزيون التكنولوجية الخاصة بها (مثل " Panasonic" و Viera Cast) التي تسمح باستخدام الإنترنت محدودة مثل لعب الفيديو من يوتيوب أو عرض الصور من بيكاسا. تلفزيون جوجل سوف توفر منصة موحدة لمثل هذه التطبيقات، ومنصة مفتوحة المصدر، تمكن المطورين من إنشاء الحاجيات على النظام. وذكرت جوجل عند بدء الخدمة، فإنه يتم تحديث نظام تشغيل الروبوت لتسهيل تطوير تطبيقات الويب على وجه التحديد «جوجل تي في».
منصة «قوقل تي في» يتوقع أن يكون للمستخدم قيود أقل من الأنظمة الحالية. سيقوم باستخدام متصفح جوجل كروم للسماح للمستخدمين بالبحث من خلال ويب ومحتوى الفيديو بطريقة مشابهة إلى ما هو موجود على أجهزة الكمبيوتر أدوبي فلاش كما سيدمج في النظام. جوجل تي في سوف تسمح للمستخدمين للوصول إلى أي موقع من على التلفزيون، بدعم خاص للخدمات مثل YouTube, Twitter, Netflix,Hulu

## وصلات خارجية
- الموقع الرسمي